# 1786
1786 (MDCCLXXXVI) fue un año común comenzado en domingo según el calendario gregoriano.

## Acontecimientos
- 17 de enero: en París (Francia) se avista por primera vez el cometa 2P/Encke.
- 15 de febrero: en el Reino Unido, el astrónomo William Herschel descubre una nebulosa planetaria en la constelación del Dragón, el "Ojo de Gato". Casi un siglo después se convertirá en la primera nebulosa cuyo espectro fue estudiado. Esto fue realizado en 1864 por el astrónomo aficionado británico William Huggins.
- 1 de junio: en la ciudad china de Kangding un terremoto de 7,7 deja un saldo de 435 muertos. Nueve días después, el 10 de junio, una réplica provocó el derrumbamiento de una presa dejó 100.000 muertos
- 1 de agosto: Caroline Herschel descubre un cometa, el primero descubierto por una mujer.[1]
- 8 de agosto: el Mont Blanc es escalado por primera vez por Michael-Gabriel Paccard y Jacques Balmat.
- 30 de noviembre: el Gran Ducado de Toscana bajo el mandato de Leopoldo II se convirtió en el primer Estado moderno en abolir la pena de muerte.

## Arte y literatura
- Mozart pone en escena en Viena Las bodas de Fígaro.
- Sarah Trimmer publica Fabulous Histories.[2]

## Nacimientos
- 3 de marzo: Marie Bigot, profesora de piano y compositora francesa (f. 1820)
- 4 de marzo: Agustina de Aragón, heroína de la guerra de Independencia española (f. 1857)
- 10 de marzo: Juan Illingworth Hunt, almirante inglés, héroe de la independencia americana.
- 26 de abril: Ramón María de Calatrava, político español (f. 1876)
- 1 de mayo: Philippe de Golbéry, político francés (f. 1854)
- 3 de mayo: José Benito Cottolengo, sacerdote, canónico y santo(f. 1842)
- 7 de mayo: Santiago Bueras, militar chileno (f. 1818)
- 10 de junio: Antonio Ricaurte oficial del ejército noegranadino. (f. 1814)
- 20 de junio: Marceline Desbordes-Valmore, poetisa francesa (f. 1859)
- 29 de junio: Pedro Juan Caballero, político y militar paraguayo (f. 1821)
- 20 de agosto: José Joaquín Prieto, presidente de Chile (1831-1841) (f. 1854)
- 24 de agosto: Felipe Arana, jurisconsulto y político argentino (f. 1865)
- 10 de septiembre: Nicolás Bravo, héroe de la Independencia de México y presidente de México (1839) (1842-1843) y (1846) (f. 1854)
- 29 de septiembre: Guadalupe Victoria, primer presidente de México (1824-1829) (f. 1843)
- 8 de octubre: Antonio Almada y Alvarado, político mexicano (f. 1786)
- 1 de noviembre: María Sánchez de Thompson, patriota argentina y su salonnière líder (f. 1868)
- 26 de noviembre: José María Queipo de Llano, político español (f. 1843)
- 18 de diciembre: Carl Maria von Weber, compositor alemán de música clásica (f. 1826)

## Fallecimientos
- 4 de enero: Moses Mendelssohn, filósofo alemán (n. 1729).
- 17 de agosto: Federico II, rey prusiano (1740-1786) (n. 1712).
- 10 de abril: John Byron, navegante y explorador británico (n. 1723).